# 普萊森特維尤村 (印地安納州)
普萊森特維尤村（英語：Pleasant View）是位於美國印地安納州巴塞洛繆縣的一個非建制地區。該地的面積和人口皆未知。

## 地理
普萊森特維尤村的座標為39°20′01″N 84°58′22″W / 39.33361°N 84.97278°W，而該地的平均海拔高度為202米（即663英尺）。